# 감염 관리
감염 관리(感染管理, 영어: infection control)은 의료 시설 내에서 감염병 유행 예방을 목적으로 한 대처를 가리키고 실천을 중시한 역학의 한 분야이다. 공중 위생 활동과 감염 관리·의료 역학에는 공통점이 많아 전자가 사회 전체를 위한 것이라면 후자는 일반적으로 특정 의료 기관에 국한된 문제를 다룬다.

## 감염관리사
감염관리사는 온갖 세균이 가득한 병원에서 세균이 번지지 않도록 관리하는 사람이다. 감염관리사는 병동을 돌아다니며 새로 입원한 환자가 병균을 옮기는지의 여부를 각 병동의 의사나 간호사가 작성해 놓은 차트를 통해 점검한다.
특히 의사나 간호사가 환자에게 주사를 놓는 도중 찔리는 사고가 발생하면 즉시 찔린 사람의 신체 변화를 체크해야 한다. 자격증은 미국 감염관리사인가국(CBCI)이 주관하는 시험에 합격해야 한다.

## 같이 보기
- 감염
- 접촉자 추적
- 개인 보호 장비(PPE)
- 사회적 거리두기(물리적 거리두기)
- 집단 면역
- 검역
- 격리
- 감염 경로
- 슈퍼전파자(수퍼스프레더)
- 포괄간호서비스제도(comprehensive nPIR)
- 중동호흡기증후군(MERS)
  - 2015년 대한민국 중동호흡기증후군 유행
- 중증급성호흡기증후군(SARS)
- 에볼라 출혈열(EVD)
- 폐렴
  - 마이코플라즈마 폐렴
- 대한민국 보건복지부
  - 질병관리청
- 임계전이(臨界轉移, critical transition)
- 계산역학(計算疫學, en:Computational epidemiology)
- 감염병의 수학적 모델링(영어판)